# Олівер Джексон
О́лівер Бопс Дже́ксон, мол. (англ. Oliver Bops Jackson, Jr.; 28 квітня 1933, Детройт, Мічиган — 29 травня 1994, Нью-Йорк) — американський джазовий ударник.

## Біографія
Народився 28 квітня 1933 року в Детройті, штат Мічиган. Його брат Алі грав на контрабасі. Навчався у Мерла Олі в Державному коледжі Вейна в Детройті. В Детройті грав з Тедом Джонсом; Полом Чемберсом, Томмі Флегаганом, та іншими артистами, включаючи тапістів.
З 1954 по 1956 грав з Юсефом Латіфом; також з Ворделлом Греєм, Руді Рузерфордом, Біллі Мітчеллом, Кенні Берреллом, Баррі Гаррісом. У 1954 році переїхав в Нью-Йорк; грав з Тоні Паренті, потім з Редом Алленом в клубі Metropole; Тедді Вілсоном (1957—58), Чарлі Шейверсом (1959—1961), Баком Клейтоном (1961), Бенні Гудменом (1962), Лайонелом Гемптоном (1962—64), в квартеті Ерла Гайнса (1966—69), включаючи гастролі до Радянського Союзу; а також з Ерроллом Гарнером, Коулменом Гокінсом, Роєм Елдриджем, Іллінойсом Жаке та ін.
У 1969 році створив квартет з Баддом Джонсоном, Біллом Пембертоном і Діллом Джонсом. З 1975 по 1980 грав з Саєм Олівером; з 1979 року з власними гуртами; також виступав з Оскаром Пітерсоном, Лайонелом Гемптоном, з гуртом Newport All-Stars.
Помер 29 травня 1994 року в Нью-Йорку у віці 61 року.

## Дискографія
- Billy's Bounce (Black and Blue, 1984)